# Kokain (Lied)
Kokain ist ein Lied des deutschen Rappers Bonez MC und des österreichischen Rappers RAF Camora, das sie zusammen mit dem Rapper Gzuz aufnahmen. Der Song ist die dritte Singleauskopplung ihres zweiten Kollaboalbums Palmen aus Plastik 2 und wurde am 14. September 2018 veröffentlicht.

## Inhalt
| Liedteil   | Künstler   |
| Refrain    | Bonez MC   |
| 1. Strophe | RAF Camora |
| 2. Strophe | Bonez MC   |
| 3. Strophe | Gzuz       |

In Kokain rappen Bonez MC, RAF Camora und Gzuz aus der Perspektive des lyrischen Ichs über den Handel mit Kokain und den damit verbundenen Reichtum. So verkaufen sie ihr Rauschgift an verschiedene Konsumenten und können sich davon teure Autos, Urlaube und ein Partyleben leisten. Auch gelinge es ihnen dank der Drogen, Frauen für sich zu gewinnen.

„Die Taschen voll mit Geld wegen Kokain

Das Taxi wird bestellt, sie haben Bock zu zieh’n

Meine ganze Stadt betäubt von dem glänzenden Zeug

Hotpants werden feucht, komm und kauf was von mir“

## Produktion
Der Song wurde von RAF Camora in Zusammenarbeit mit dem Musikproduzenten-Duo The Cratez produziert. Alle drei fungierten neben Bonez MC und Gzuz auch als Autoren. Der Refrain des Liedes enthält ein Sample des Nummer-eins-Hits Be My Lover von La Bouche aus dem Jahr 1995.

## Musikvideo
Bei dem zu Kokain gedrehten Musikvideo führte der Regisseur Shaho Casado Regie. Es verzeichnet trotz Altersbeschränkung auf YouTube mehr als 47 Millionen Aufrufe (Stand: Oktober 2024).
Zu Beginn sind die Rapper Gzuz und Maxwell von der 187 Strassenbande bei einem Drogendeal zu sehen, wobei die Netflix-Serie Narcos: Mexico beworben wird. Anschließend beginnt der Song damit, dass Bonez MC und RAF Camora in Südamerika unterwegs sind und dabei die Herstellung von Drogen durch Einheimische gezeigt wird. Sie treffen sich auf einem Anwesen, auf dem eine Party mit leicht-bekleideten Frauen stattfindet. Auf der Feier rappen RAF Camora und Bonez MC das Lied und sind dabei zwischen zahlreichen Leuten am Pool sowie am Essensbuffet zu sehen. Gzuz ist ebenfalls auf der Party anwesend, rappt seine Strophe aber auf dem Schrottplatz einer verlassenen Stadt.

## Single

### Covergestaltung
Das Singlecover zeigt die Luftaufnahme einer südamerikanischen Favela. Mitten im Bild steht der weiße Schriftzug Kokain, während sich rechts unten das Logo von Palmen aus Plastik 2 in Weiß befindet.

### Chartplatzierungen
Kokain stieg am 21. September 2018 auf Platz eins in die deutschen Singlecharts ein und konnte sich insgesamt 27 Wochen in den Top 100 halten, davon sechs Wochen in den Top 10. Für beide Interpreten ist das Stück der erste Nummer-eins-Hit in Deutschland. Das Produzenten-Duo The Cratez konnte bereits den achten Nummer-eins-Hit erreichen. Darüber hinaus war das Lied für zwei Wochen der erfolgreichste deutschsprachige Titel in den Singlecharts, womit es gleichzeitig die Chartspitze der deutschen deutschsprachigen Charts anführte. Beide Interpreten führten zum sechsten Mal diese Chartliste an. Auch in Österreich debütierte die Single auf Rang eins der Hitparade und hielt sich 34 Wochen in den Charts. In der Schweizer Hitparade erreichte der Song in der ersten Woche mit Position drei seine höchste Notierung und konnte sich neun Wochen in den Top 100 halten. Auf der Streamingplattform Spotify erreichte die Single mehr als 170 Millionen Aufrufe (Stand: Juli 2025).
In den deutschen Single-Jahrescharts 2018 belegte das Lied Platz 52 und in Österreich Rang 20.
| ChartsChartplatzierungen | Höchstplatzierung | Wochen |
| ------------------------ | ----------------- | ------ |
| Deutschland (GfK)        | 1 (27 Wo.)        | 27     |
| Österreich (Ö3)          | 1 (34 Wo.)        | 34     |
| Schweiz (IFPI)           | 3 (9 Wo.)         | 9      |

| ChartsJahrescharts (2018) | Platzierung |
| ------------------------- | ----------- |
| Deutschland (GfK)         | 52          |
| Österreich (Ö3)           | 20          |

### Auszeichnungen für Musikverkäufe
Kokain wurde im Juni 2023 in Deutschland für mehr als 600.000 verkaufte Einheiten mit einer dreifachen Goldenen Schallplatte ausgezeichnet. In Österreich erhielt das Lied noch im Erscheinungsjahr eine Goldene Schallplatte für über 15.000 Verkäufe.

| Land/Region        | Auszeichnungen für Musikverkäufe (Land/Region, Auszeichnung, Verkäufe) | Verkäufe |
| ------------------ | ---------------------------------------------------------------------- | -------- |
| Deutschland (BVMI) | 3× Gold                                                                | 600.000  |
| Österreich (IFPI)  | Gold                                                                   | 15.000   |
| Insgesamt          | 2× Gold · 1× Platin ·                                                  | 615.000  |